# Amanita aestivalis
Amanita aestivalis es una especie de hongo del género de setas Amanita en el orden Agaricales. El "sombrero" del cuerpo fructífero puede tener formato oval, convexo o aplanado, midiendo 5 a 8,5 centímetros de diámetro. Sus bordes tienden a aumentar con el tiempo y tienen ranuras radiales que reflejan la posición de las láminas subyacentes. El estipe (el "tronco" de la seta) alcanza hasta 16 cm de altura. Esta tiene la superficie lisa o con pelos delicados, y es más gruesa en la base, donde hay un bulbo en la cual la volva permanece adherida. También hay un anillo en la parte superior del estipe. Tanto el sombrero, como las láminas y el tronco son blancos.
Todavía no se ha documentado si la especie es comestible o no, pero algunas fuentes indican que se sospecha que sea tóxica. Los especímenes jóvenes no tienen ningún olor distintivo, pero los cuerpos fructíferos más viejos pueden tener un olor parecido a la cebolla o al ajo. Las setas bastantes venenosas, que pueden ser mortales si son ingeridas, tales como A. virosa, A. phalloides y A. bisporigera son vistas por los especialistas como de "apariencia similar" a A. estival, de modo que la distinción entre esas especies debe ser hecha correctamente.
Todavía hay algunas dudas sobre si A. aestivalis es, en realidad, A. brunnescens var. pallida descrita por Louis Krieger en 1927. El epíteto específico es derivado del adjetivo latino aestivalis, que significa "perteneciente al verano." Los cuerpos de fructificación crecen sobre el suelo de los bosques mixtos, de caducifolios y de coníferas, de junio hasta el otoño. Ocurre en América del Norte, y su distribución se extiende desde las provincias del sudeste de Canadá hasta la Florida.

## Taxonomía
La especie fue descrita por primera vez por el micólogo estadounidense Rolf Singer en 1949, sobre la base de muestras que había recogido en los estados de Massachusetts, Míchigan, Nueva York y Virginia. Debido a que este trabajo original fue publicado sin una descripción latina (contradiciendo así los convenios de denominación del Código Internacional de Nomenclatura Botánica), él corrigió su descripción posteriormente, en 1959. Existen algunas dudas si Amanita aestivalis es una especie distinta de A. brunnescens (cuyo nombre popular en inglés es "Amanita estrella americana pierna marrón"), según lo descrito por George F. Atkinson en 1918. Rolf Singer afirmó que la nueva especie que describió puede ser distinguida de la anterior por la ausencia constante de franjas radiales oscuras gris-amarronadas en el sombrero de la seta. Sin embargo, en 1927, el micólogo Louis Charles Christopher Krieger describió la variedad A. brunnescens var. pallida, que, según él, es idéntica a A. brunnescens excepto por el sombrero blanco o de color muy pálido. En su monografía de 1.986 sobre especies norteamericanas de Amanita, David T. Jenkins prefirió abstenerse de hacer comentarios sobre esta controversia.
Amanita aestivalis está clasificada en la sección Vallidae del género Amanita, un agrupamiento de setas amanitas que se caracterizan por producir esporas esféricas, anillos bien desarrollados, carne débilmente rojiza y volvas con extensiones estrechas que emergen de los bordes de un bulbo suave.
El epíteto específico se deriva del adjetivo latino aestivalis, que significa "perteneciente al verano". En países de habla inglesa, es conocido por el nombre popular de white American star-footed Amanita "Amanita estadounidense blanca de pierna estrella".

## Descripción

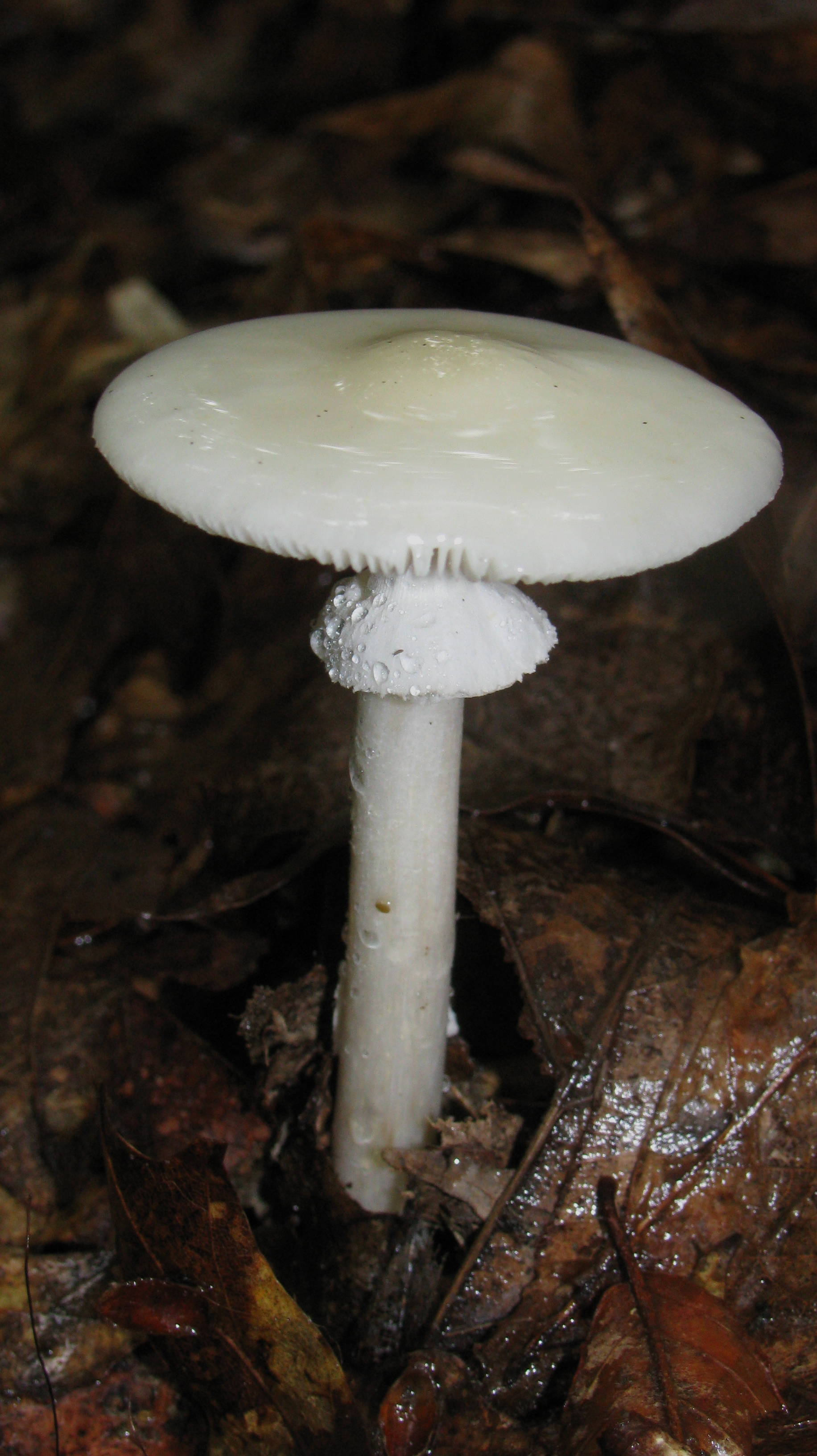
Hay un anillo en la parte superior del tronco.

El píleo (el "sombrero" de la seta) mide entre 5 y 8,5 cm de diámetro, y, dependiendo de la edad, su formato puede variar de convexo oval o ligeramente aplanado. Los especímenes más viejos pueden tener bordes curvados hacia arriba. El color es blanco o pálido bronceada en el centro del sombrero; las setas maduras pueden tener zonas descoloridas con tonos de color marrón rojizo. Ocasionalmente, el margen de píleo tiene ranuras radiales - de hasta 4 mm de longitud - que reflejan la posición de las láminas subyacentes.  Cuando está húmedo, el sombrero es pegajoso al tacto; cuando está seco, es brillante, normalmente sin ningún rastro de la fina volva. Las láminas son blancas, aplanadas, y están libres de en contacto con el tronco de la seta. Son subventricosas: un poco "hinchadas" en el medio, y estrechadas hacia los extremos.
El estipe mide de 8,5 a 16 cm de largo por 0,9 a 1,6 cm de grosor, y es un poco más gruesa en la parte inferior que en la superior. Ella es "rellenada", con hifas blanquecinas semejantes al algodón. La superficie del tronco es lisa o tiene delicados mechones de pelos blancos y suaves, como la lana. Hay un bulbo arqueado en la base del estipe, que puede alcanzar un diámetro de más de 3 cm.  El anillo situado en la parte superior del tronco, a 1,2 a 1,7 cm de la parte superior es blanco, membranoso y de larga duración. La volva permanece íntimamente unido a la bombilla, aunque una parte de ella pueda después estirar como una membrana delgada y adherirse a la base del tronco antes de colapsar. Cuando la seta se daña, la carne lentamente es de color marrón-rosado al marrón chocolate. Los ejemplares jóvenes no tienen ningún olor distinto, pero los cuerpos de fructificación más viejos pueden tener un olor que recuerda a la cebolla o al ajo.
Aunque la comestibilidad para esta especie no haya sido documentada, algunas fuentes indican que hay sospecha que sea tóxica.

### Características microscópicas
Amanita aestivalis tiene impresión de esporas, una técnica utilizada en la identificación de hongos, de color blanco. Vistos con la ayuda de un microscopio, las esporas son aproximadamente esféricas, hialinas (translúcidas) y de paredes delgadas, con dimensiones de 7,8 a 8,8 micrómetros (µm). Ellos son amiloides, lo que significa que absorben el yodo cuando se tiñen con el reactivo de Melzer, siendo de color azul oscuro. Las células que transportan las esporas, los basidios, poseen cuatro esporas cada una, tienen paredes delgadas, y miden de 32 hasta 60 µm de largo por 4 a 13 mm de espesor. No existen clamps ("abrazaderas") en la base de basidios.

## Especies semejantes
De acuerdo con Rolf Singer, A. aestivalis se puede confundir con A. verna en el este de Estados Unidos. Esa especie, sin embargo, tiene esporas elipsoides. Otras setas Amanitas similares blancas incluyen a los fatales A. virosa (que tiene un tronco más débilmente felpudo), A. phalloides (cuyo sombrero está generalmente teñido de oliva) y A. bisporigera (típicamente con dos esporas de cada basidio). A. aestivalis suele considerarse la forma blanca de A. brunnescens, pero esta última tiene bandas radiales oscuras grisáceas-amarronadas y generalmente tienen muchas fibrillas (sección corta de hifas) que se proyectan desde la superficie, para producir una apariencia finamente peluda. Por otra parte, se ruboriza más rápido que A. aestivalis. A. asteropus (cuyo nombre popular en inglés es European star-footed Amanita ("Amanita pierna estrellada Europea") es de color crema a amarillo, y difiere de A. aestivalis en sus reacciones a los análisis químicos. Se encuentra solamente en Europa.

## Ecología, distribución y hábitat

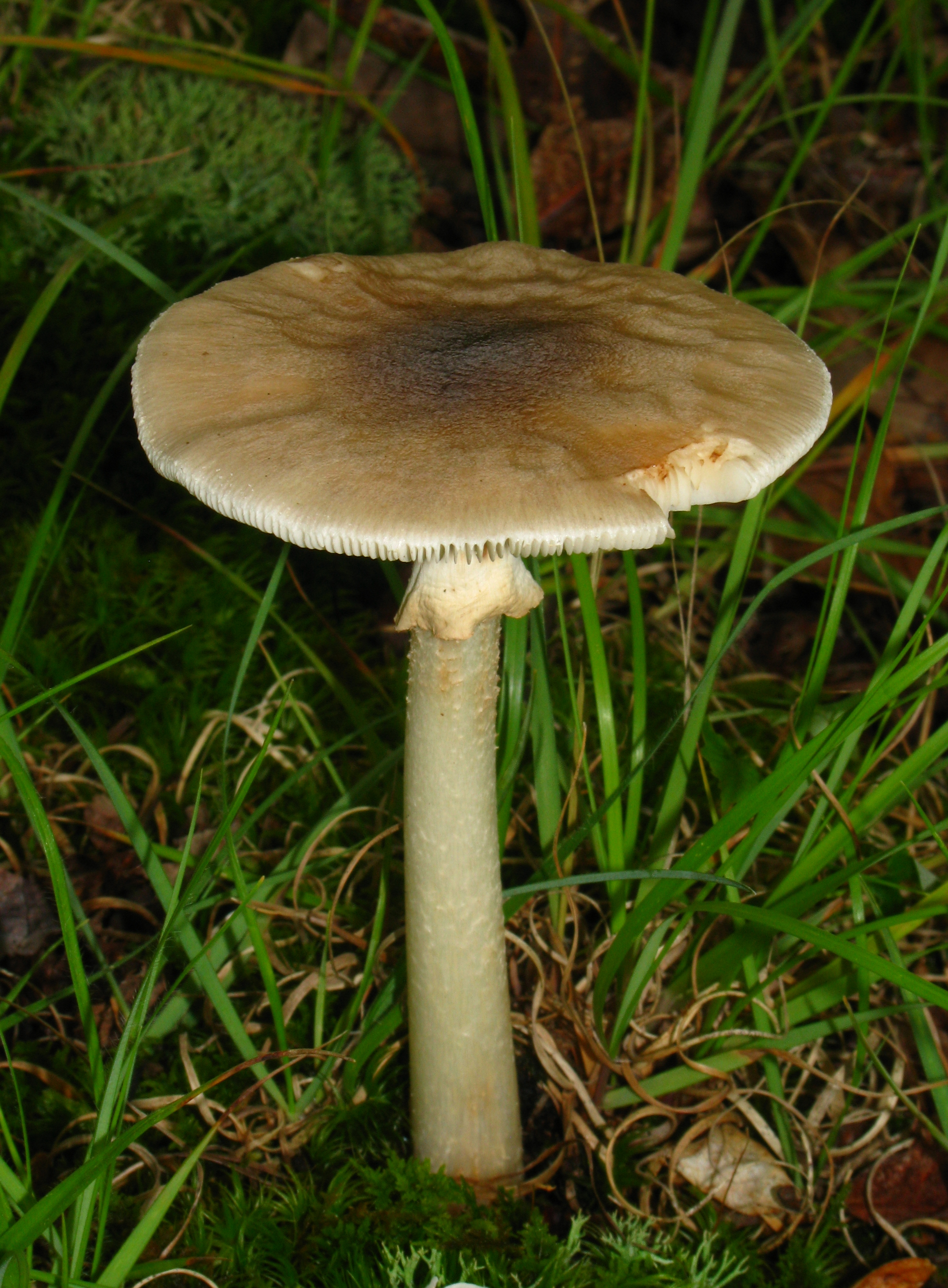
A. brunnescens es una especie bastante parecida.

Como la mayoría de otras especies de Amanita, A. aestivalis forma una relación simbiótica a través de micorrizas con ciertas especies de plantas. Es una relación mutuamente beneficiosa, en la cual las hifas del hongo crecen alrededor de las raíces de los árboles y arbustos, posibilitando que el hongo reciba humedad, protección y subproductos nutritivos del vegetal; en contrapartida, le ofrece al árbol mayor acceso a los nutrientes del suelo, tales como el fósforo.
Los cuerpos de fructificación de hongos crecen en el suelo de bosques de árboles de hoja caduca, de coníferas y bosques mixtos. Se observó que el hongo tiene una preferencia por los bosques de roble que contienen especies de tsuga de género Pinus, así como bosques de hayas con árboles de los géneros Picea, Abies y Betula. Los cuerpos fructíferos suelen aparecer desde finales de junio hasta el otoño. En América del Norte, se pueden encontrar en los estados de Nueva Inglaterra, así como en Alabama, Nueva York y Virginia. La distribución se extiende hasta el norte de las provincias del sudeste de Canadá y, hacia el sur, hasta Florida.